# Paolo Silveri
Paolo Silveri, né à Ofena, 28 décembre 1913 et mort à Rome le 3 juillet 2001, est un baryton italien, particulièrement admiré dans les opéras de Giuseppe Verdi.

## Biographie
Paolo Silveri étudie d'abord à Milan avec Perugini, et fait un début semi-professionnel à Rome en 1939, en Hans Schwarz dans Die Meistersinger von Nürnberg, puis la guerre interrompt sa carrière. En 1942, il reprend ses études à l'Académie Sainte-Cécile de Rome, avec Riccardo Stracciari, et débute officiellement en Germont dans La Traviata, à l'Opéra de Rome en 1944.
Il chante alors au Teatro San Carlo de Naples, et parait avec cette troupe au Royal Opera House de Londres, où il retourna régulièrement entre 1947 et 1949. Il débute à La Scala de Milan en 1949, et y parait jusqu'en 1955, tout en se produisant sur toutes les grandes scènes lyriques d'Italie. En 1951, pour le cinquantenaire de la mort de Verdi, il chante Nabucco, Simon Boccanegra, et Don Carlos, à la radio italienne. 
Il entame une carrière internationale très rapidement, avec des débuts à Vienne, Salzbourg, Glyndebourne, Paris, New York, entre 1950 et 1953, où il s'illustre particulièrement dans les emplois verdiens (Rigoletto, Il trovatore, Un ballo in maschera, Aida, Otello, etc), mais connaît aussi un vif succès dans Don Giovanni et Il Barbiere di Siviglia, ainsi qu'en Barnaba dans La Gioconda et Scarpia dans Tosca. En 1959, il aborde le rôle-titre d'Otello à Dublin, mais retourne rapidement aux emplois de baryton.
Silveri se retire de la scène en 1967, et enseigne à Rome à compter de 1970.

## Discographie sélective
- 1951 : Il trovatore - Giacomo Lauri-Volpi, Maria Callas, Cloe Elmo, Italo Tajo - coro e orchestra del theatro San Carlo di Napoli, dir. Tullio Serafin (Cetra/Myto/Melodram/IDIS)
- 1952 : La Gioconda - Maria Callas, Gianni Poggi, Paolo Silveri, Fedora Barbieri, Giulio Neri - Coro e orchestra della Rai Torino, Antonino Votto (Warner-Fonit)
- 1952 : Tosca - Adriana Guerrini, Gianni Poggi, Paolo Silveri - Coro e orchestra della Rai Torino, Francesco Molinari-Pradelli (Warner-Fonit)

## Filmographie
- 1952 : La favorita
- 1982 : Verdi (TV Mini-Séries) (1982– )

## Sources
- Harold Rosenthal, John Warrack, Roland Mancini et Jean-Jacques Rouveroux, Guide de l'opéra, Paris, Fayard, coll. « Les indispensables de la musique », 1995, 968 p. (ISBN 978-2-213-59567-2)